# تئو د روی

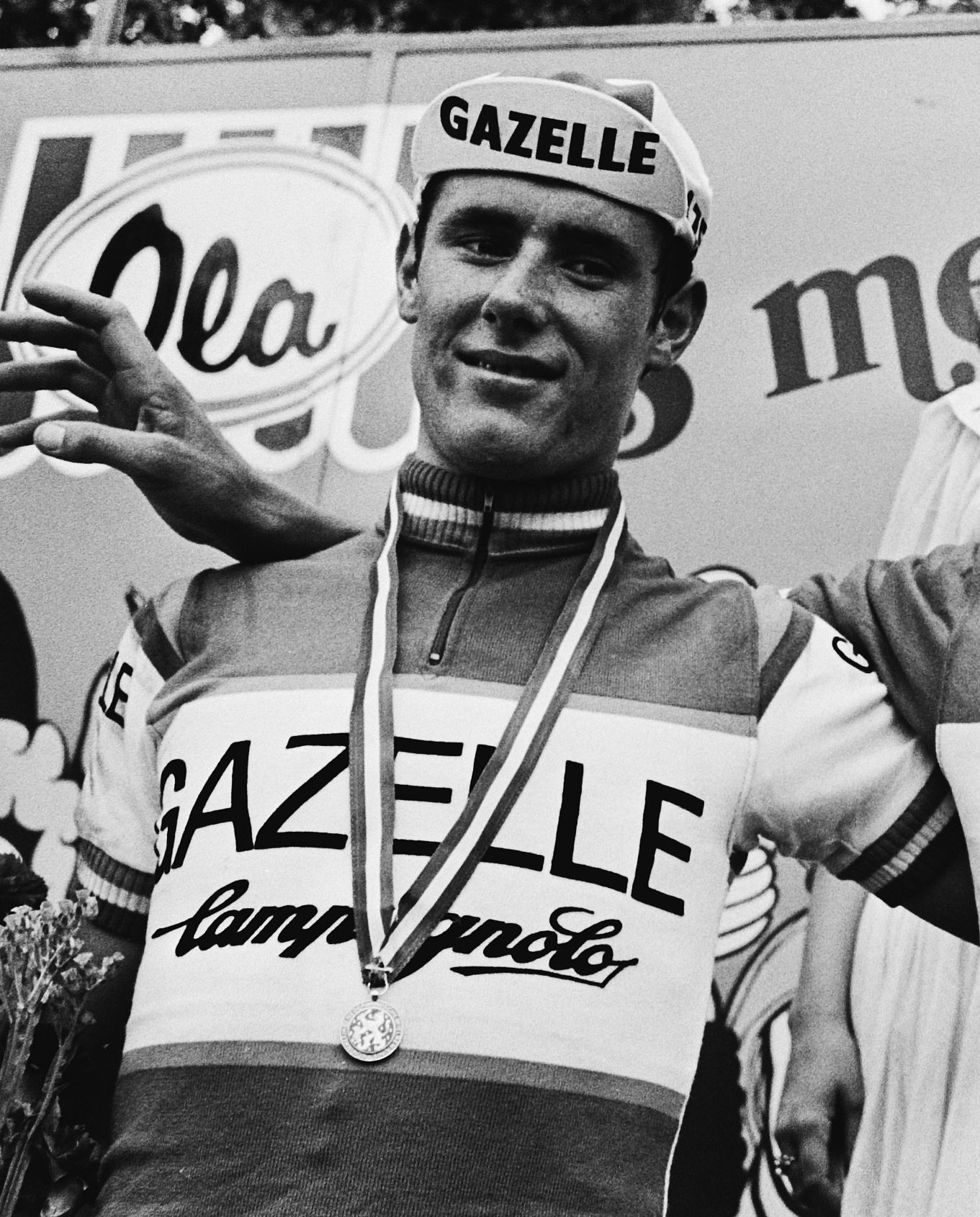
تئو د روی در سال ۱۹۷۹

تئو د روی (هلندی: Theo de Rooij؛ زادهٔ ۲۵ آوریل ۱۹۵۷) دوچرخه‌سوار اهل هلند است.
وی در مسابقات کشوری و بین‌المللی در مجموع برندهٔ ۱ مدال طلا شده‌است.